# Joseph Harris
Joseph Everard Harris CSSp (ur. 19 marca 1942 w Arouca) – trynidadzko-tobagijski duchowny katolicki, arcybiskup metropolita Port-of-Spain w latach 2011-2017.

## Życiorys
Nowicjat w misyjnym Zgromadzeniu Ducha Świętego rozpoczął w 1960 roku w Kanadzie w prowincji Quebec. Następnie kształcił się w Irlandii i Arima. Święcenia kapłańskie otrzymał 14 lipca 1968. W latach 1969–1981 pracował jako misjonarz w Paragwaju. Od 1982 do 1987 przebywał w Chicago w USA, gdzie był ojcem duchownym domu zakonnego swego zgromadzenia. Po powrocie w rodzinne strony był m.in. superiorem prowincji Trynidad (lata 1997-2003). W 2005 roku uzyskał licencjat z prawa kanonicznego na St. Paul University w Ottawie. Pracował następnie duszpastersko w archidiecezji Port-of-Spain. Obowiązki te dzielił z pracą w kurii, będąc w latach 2009-2011 wikariuszem biskupim ds. duchowieństwa.
8 lipca 2011 papież Benedykt XVI mianował go koadiutorem arcybiskupa Port-of-Spain. Sakry udzielił abp Edward Gilbert CSsR. Sukcesję po swym konsekratorze przejął 26 grudnia 2011 roku. Paliusz z rąk papieża otrzymał 29 czerwca 2012 roku.
19 października 2017 przeszedł na emeryturę, a jego następcą został biskup Jason Gordon.